# براز بشري
البراز البشري هو البقايا الصلبة أو شبه الصلبة من المواد الغذائية التي لا يُمكن هضمها أو امتصاصها في الأمعاء الدقيقة في الإنسان، ولكنها تتعفن بواسطة البكتيريا الموجودة في الأمعاء الغليظة، كما أنها تحتوي أيضًا على بكتيريا وكمياتٍ صغيرةٍ من الفضلات الأيضية مثل البيليروبين المُتبدل بكتيريًا والخلايا الظهارية الميتة من بطانة الأمعاء. يخرج البُراز من الشرج عبر عمليةٍ تُعرف بالتبرز.
يتشابهُ البراز البشري مع براز الحيوانات الأُخرى، ويختلف عنها في المظهر (الحجم، اللون، البنية)، وهذا يعتمد على حالة الغذاء والجهاز الهضمي والصحة عمومًا. يكون البراز البشري الطبيعي شبه صلب مع غلافٍ مخاطي. أحيانًا يُمكن رؤية قطعٍ صغيرةٍ من البراز تكون صلبةً وأقل رطوبةً في النهاية القاصية (النهائية أو السفلى)، وهذا الأمر طبيعيٌ عندما تكون حركة الأمعاء السابقة غير مكتملة، حيثُ يعود البراز من المستقيم إلى الأمعاء الدقيقة، حيثُ يُعاد امتصاص الماء.
يُشكل البراز والبول البشري ما يُعرف الفضلات البشرية أو المفرغات البشرية. الهدف الأساسي من التطهير هو منعُ انتقال ملوثات البراز البشري، وبالتالي منع انتقال الممراض (مسبب المرض) عبر الطريق الفموي الشرجي. يشيع طبيًا استعمال مُصطلح (stool) أكثر من (feces).
يقوم أشخاصٌ من ثقافات مختلفة بمجموعةٍ متنوعة من ممارسات التطهير والتنظيف الشخصية بعد التبرز، فقد يتم غسل فتحة الشرج والأرداف إما بالسوائل أو مسحها بورق المرحاض أو موادٍ صلبةٍ أخرى.